# Krzywińskie (powiat węgorzewski)
Krzywińskie (niem. Krzywinsken) – wieś w Polsce położona w województwie warmińsko-mazurskim, w powiecie węgorzewskim, w gminie Pozezdrze.
Częścią wsi Krzywińskie jest Czernica.
W latach 1954–1957 wieś należała i była siedzibą władz gromady Krzywińskie, po jej zniesieniu w gromadzie Kuty. W latach 1975–1998 miejscowość należała administracyjnie do województwa suwalskiego.
Podczas akcji germanizacyjnej nazw miejscowych i fizjograficznych historyczna nazwa niemiecka Krzywinsken została w 1938 r. zastąpiona przez administrację nazistowską sztuczną formą Sonnheim.